# Jungfrau Marathon

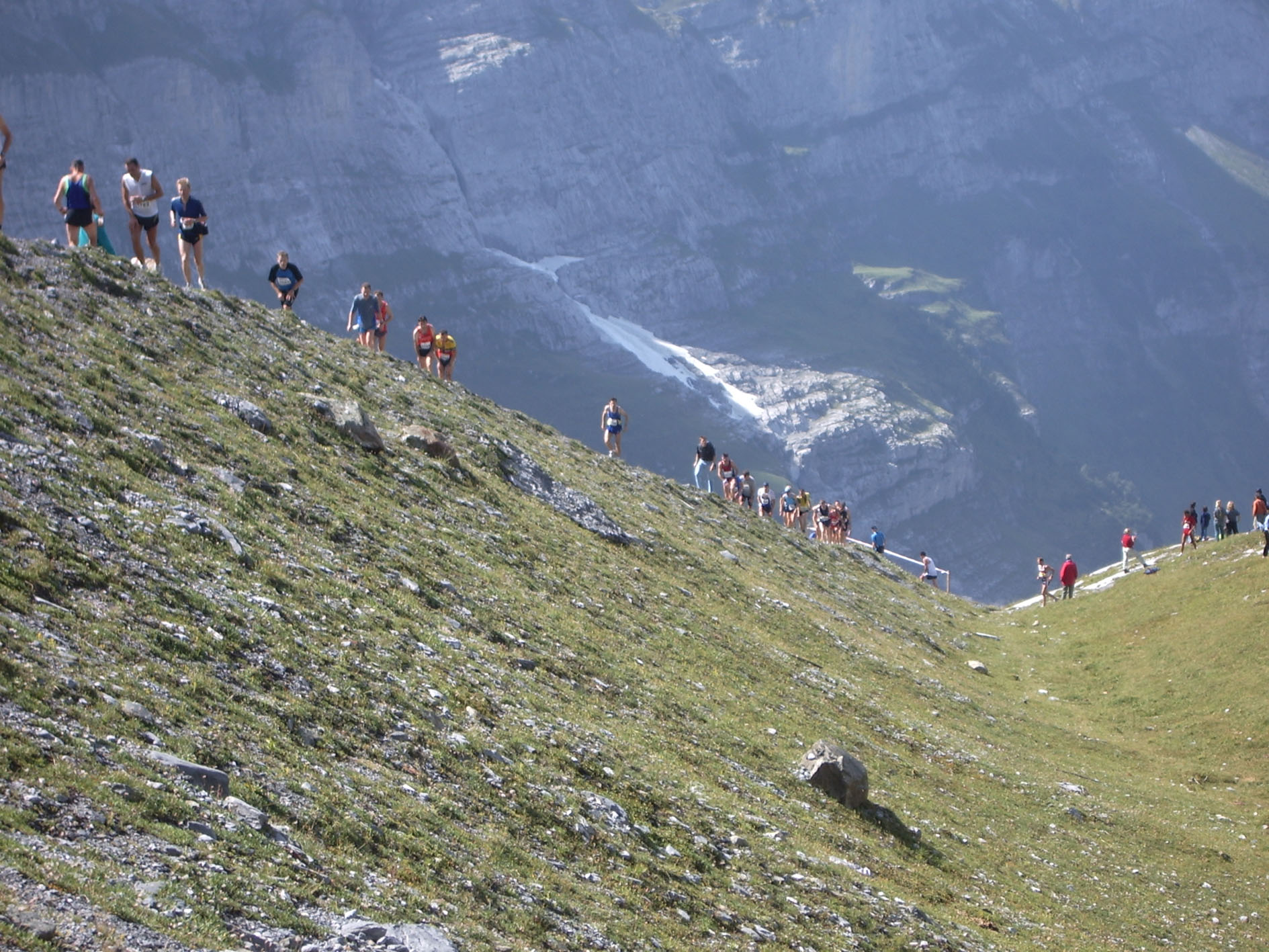
Deelnemers in 2004

Jungfrau Marathon is een van de meest bekende bergmarathons ter wereld, die jaarlijks in de maand september plaatsvindt in het Bernese Oberland van de Zwitserse Alpen. Gedurende de wedstrijd hebben lopers uitzicht op de Eiger, Mönch en Jungfrau. De eerste editie vond plaats in 1993 en hieraan namen ongeveer ca. 3500 lopers deel uit 35 verschillende landen. In 2007 was de wedstrijd met 4500 deelnemers uit 50 landen onderdeel van de World Long Distance Mountain Running Challenge.

## Parcours
Het parcours bestaat uit een route van 42,195 km vanuit Interlaken (565 boven zeeniveau) en gaat naar de finish op de Kleine Scheidegg (2095 boven zeeniveau). De eerste 10 km van het parcours zijn tamelijk vlak. De wedstrijd telt in totaal 1829 hoogtemeters en 305 meters bergafwaarts. Het hoogste punt van de wedstrijd ligt op 42 km met 2205 meter boven zeeniveau.

## Statistiek

### Parcoursrecords
- Mannen:  NZL Jonathan Wyatt (2:49.01)
- Vrouwen:  SUI Martina Strähl (3:19.16)

### Winnaars
| Editie | Datum       | Snelste man           | Snelste man | Snelste man | Snelste vrouw          | Snelste vrouw | Snelste vrouw |
| ------ | ----------- | --------------------- | ----------- | ----------- | ---------------------- | ------------- | ------------- |
| 1      | 25-09-1993  | Jörg Hägler           | SUI         | 3:00.05     | Birgit Lennartz        | GER           | 3:30.00       |
| 2      | 24-09-1994  | Marco Kaminski        | SUI         | 3:02.05     | Fabiola Rueda-Oppliger | SUI           | 3:34.01       |
| 3      | 09-09-1995  | Marco Kaminski        | SUI         | 3:00.19     | Sibylle Blersch        | SUI           | 3:28.46       |
| 4      | 07-09-1996  | Marco Kaminski        | SUI         | 2:55.07     | Isabella Moretti       | SUI           | 3:27.57       |
| 5      | 06-09-1997  | Marco Kaminski        | SUI         | 2:58.43     | Franziska Rochat-Moser | SUI           | 3:22.49       |
| 6      | 05-09-1998  | Petr Kadlec           | CZE         | 2:59.03     | Irina Kazakova         | FRA           | 3:23.53       |
| 7      | 04-09-1999  | Marco Kaminski        | SUI         | 2:54.34     | Svetlana Netchaeva     | RUS           | 3:23.38       |
| 8      | 02-09-2000  | Sergey Kaledin        | RUS         | 2:59.33     | Svetlana Netchaeva     | RUS           | 3:22.04       |
| 9      | 01-09-2001  | Chaham El Maati       | MAR         | 2:56.37     | Marie-Luce Romanens    | SUI           | 3:21.03       |
| 10     | 6/7-09-2002 | Tesfaye Eticha        | ETH         | 2:53.28     | Chantal Dällenbach     | FRA           | 3:25.18       |
| 11     | 06-09-2003  | Jonathan Wyatt        | NZL         | 2:49.01     | Emebet Abossa          | ETH           | 3:21.46       |
| 12     | 11-09-2004  | Tesfaye Eticha        | ETH         | 2:59.30     | Emebet Abossa          | ETH           | 3:23.11       |
| 13     | 10-09-2005  | Tesfaye Eticha        | ETH         | 2:59.21     | Emebet Abossa          | ETH           | 3:29.15       |
| 14     | 09-09-2006  | Tesfaye Eticha        | ETH         | 2:59.44     | Simona Staicu          | ROU           | 3:26.26       |
| 15     | 08-09-2007  | Jonathan Wyatt        | NZL         | 2:55.33     | Anita Håkenstad        | NOR           | 3:23.06       |
| 16     | 06-09-2008  | Hermann Achmüller     | ITA         | 3:03.18     | Simona Staicu          | HUN           | 3:35.05       |
| 17     | 05-09-2009  | Jonathan Wyatt        | NZL         | 2:58.33     | Claudia Landolt        | CZE           | 3:34.24       |
| 18     | 09-09-2010  | Marco De Gasperi      | ITA         | 2:56.42     | Simona Staicu          | HUN           | 3:33.45       |
| 19     | 10-09-2011  | Markus Hohenwarter    | AUT         | 3:01.52     | Aline Camboulives      | FRA           | 3:29.56       |
| 20     | 8/9-09-2012 | Markus Hohenwarter    | AUT         | 2:59.42     | Stevie Kremer          | USA           | 3:22.42       |
| 21     | 14-09-2013  | Geoffrey Ndungu       | KEN         | 2:50.29     | Andrea Mayr            | AUT           | 3:20.21       |
| 22     | 12-09-2014  | Paul Maticha Michieka | KEN         | 3:01.57     | Aline Camboulives      | FRA           | 3:27.20       |
| 23     | 12-09-2015  | Shaban Mustafa        | BUL         | 3:02.37     | Aline Camboulives      | FRA           | 3:28.44       |
| 24     | 10-09-2016  | Robbie Simpson        | GBR         | 3:01.57     | Martina Strähl         | SUI           | 3:19.16       |
| 25     | 09-09-2017  | José David Cardona    | COL         | 2:56.20     | Maude Mathys           | SUI           | 3:12.56       |
| 26     | 10-09-2018  | Robbie Simpson        | GBR         | 3:01.57     | Martina Strähl         | SUI           | 3:14.36       |